# Benzociklohepten
Benzociklohepteni su ciklohepteni kondenzovani sa benzenskim prstenovima. Većina njih ima dva benzenska prstena, te se nazivaju dibenzociklohepteni.
Pojedini benzociklohepteni imaju medicinske primene kao antihistaminci ili antidepresivi.

## Primeri
- Antihistamini
  - Ciproheptadin

- Antidepresivi
  - Amitriptilin
  - Nortriptilin

## Spoljašnje veze
- Benzocycloheptenes на 